# يان نيلسون (سياسي)
يان نيلسون (بالإنجليزية: Ian Neilson)‏ هو سياسي جنوب أفريقي، ولد في 20 أكتوبر 1954 في جنوب أفريقيا. حزبياً، نشط في التحالف الديمقراطي.